# 杜崇烟
杜崇烟（1962年8月—），湖南永顺人。1983年8月加入中国共产党。吉首大学中文系毕业，中共湖南省委党校在职研究生。历任共青团吉首市委书记；吉首市河溪镇党委书记、吉首乡党委书记；湘西州委办综合调研室正科级干部；中共泸溪县委常委、县委办主任；龙山县委常委、副县长、代县长、县长，县委书记；湘西州委常委、州委秘书长、州委办主任，代州长、州长等职。2007年7月因涉嫌受贿被双规，同时深陷强奸女大学生丑闻，同年12月被依法逮捕。2009年9月，杜崇烟以受贿罪、巨额财产来源不明罪被判处有期徒刑十年。